# Randka w ciemno (film 2009)
Randka w ciemno – polska komedia romantyczna z 2009 roku w reżyserii Wojciecha Wójcika.
Zdjęcia plenerowe kręcono w następujących lokacjach: Warszawa (budynek Centrum Olimpijskiego przy Wybrzeżu Gdyńskim), Wrocław (ratusz, rynek, Most Tumski, port lotniczy), Londyn (katedra św. Pawła, Big Ben, Tower Bridge, London Eye, Pałac Westminsterski, Tamiza), Francja (Nicea i Èze na Lazurowym Wybrzeżu).
W przeciągu 24 dni wyświetlania filmu w polskich kinach obraz osiągnął przychód ze sprzedanych biletów w wysokości 10 869 360 zł.

## Obsada
- Katarzyna Maciąg − jako Majka
- Borys Szyc − jako Karol
- Lesław Żurek − jako Kuba
- Anna Dereszowska − jako Kinga
- Zbigniew Zamachowski − jako operator
- Bogusław Linda − jako Cezary
- Tomasz Kot − jako gwiazdor telewizyjny
- Danuta Stenka − jako Cyganka wróżka
- Krystyna Tkacz − jako żona Cezarego
- Joanna Jakubas − jako Jola
- Karolina Nowakowska − jako Anna
- Dariusz Wnuk − jako Damian
- Petra Tůmová − jako Czeszka Karolina
- Marta Dobecka − jako kandydatka Dominika
- Roksana Krzemińska − jako kandydatka Klara
- Sebastian Chondrokostas − jako Jarek
- Marcin Rogacewicz − jako Piotr
- Andrzej Andrzejewski − jako Mirek
- Jarosław Sacharski − jako Paweł
- Wojciech Brzeziński − jako Rafał
- Magdalena Waligórska − jako Magda
- Dominika Kluźniak − jako Stasia
- Rafał Rutkowski − jako animator
- Bartłomiej Firlet − jako narkoman

i inni